# Girolamo Buonvisi
Girolamo Buonvisi (Gênova, 12 de maio de 1607 - Lucca, 21 de fevereiro de 1677) foi um cardeal do século XVIII

## Biografia
Nasceu em Lucca em 12 de maio de 1607. De família nobre e ilustre, filho de Lodovico Buonvisi e Caterina, também Buonvisi. Tio do cardeal Francesco Buonvisi (1681). Seu sobrenome também está listado como Bonvisi.
Estudou umane lettere em Lucca; depois, estudou no Collegio Tolomei , em Siena, onde se tornou amigo de Fabio Chigi, futuro Papa Alexandre VII; completou seus estudos teológicos em Siena.
Foi a Roma no Pontificado do Papa Urbano VIII e tornou-se familiar do Cardeal Antonio Barberini, iuniore , OSIo.Hieros., sob cuja proteção se tornou clérigo da Câmara Apostólica, e depois seu decano; prefeito da Annonaem 12 de outubro de 1643; governador de Borgo em 1644, por causa de seu trabalho durante a cheia do Tibre; e presidente do exército papal; como tal, em 1629, foi com o cardeal Barberini a Bolonha, durante a tentativa do cardeal de estabelecer uma trégua entre as potências envolvidas na segunda guerra de sucessão de Monferrato. Ele manteve o decanato da Câmara Apostólica depois de ter sido promovido ao episcopado. Vice-legado em Ferrara, 1644. Governador do conclave de 1644, que elegeu o Papa Inocêncio X. Após o conclave, voltou a Lucca. Por causa dos acordos entre o novo papa e os Barberini, com a mediação da corte francesa, monsenhor Buonvisi foi promovido ao episcopado.
Eleito arcebispo titular de Laodicéia, em 17 de julho de 1651. Consagrado, domingo, 30 de julho de 1651, na igreja de S. Apollinare, em Roma, pelo cardeal Marcantonio Franciotti, auxiliado por Giovanni Battista Spada, patriarca titular de Constantinopla, e por Carlo Carafa, bispo de Aversa. Concedeu faculdade para fazer testamento, em 25 de outubro de 1655. Renunciou ao cargo de decano da Câmara Apostólica e voltou para Lucca. Chamado a Roma pelo Papa Alexandre VII em 1655, foi nomeado prefeito dos Cubiculi de Sua Santidade.
Criado cardeal sacerdote no consistório de 9 de abril de 1657; recebeu o gorro vermelho e o título de S. Girolamo degli Schiavoni, em 23 de abril de 1657. Transferido para a sé de Lucca, com título pessoal de arcebispo, em 28 de maio de 1657. Entre 30 de maio e 1º de junho de 1661, celebrou um sínodo cujos atos foram publicados em Lucca no mesmo ano; os atos davam preceitos detalhados sobre os novos benefícios, sobre os beneficiários, sobre as bibliotecas, sobre o comportamento e as funções do clero, sobre as confrarias, sobre os hereges, sobre as profissões de fé, sobre as funções dos párocos, tudo em estrito espírito da Contra-Reforma. Legado em Ferrara, 21 de abril de 1664; ocupou o cargo até 7 de maio de 1667. Durante sua legação, serviu com esmero, exercendo grande munificência, firmeza e tato com que conseguiu manter boas relações com a República de Veneza e demais países vizinhos; acolheu em Ferrara, entre outras, a Rainha Cristina da Suécia, que já conhecera em Roma e Lucca e que o estimava muito; ele também teve contatos com outros príncipes e embaixadores. Ele cuidou de obras públicas, como aterros, o rio Reno e a recuperação de terras por meio da escavação de um canal que leva seu nome. Participou no o rio Reno e a recuperação de terras por meio da escavação de um canal que leva seu nome. Participou no o rio Reno e a recuperação de terras por meio da escavação de um canal que leva seu nome. Participou no conclave de 1667, que elegeu o Papa Clemente IX. Participou do conclave de 1669-1670, que elegeu o Papa Clemente X. Participou do conclave de 1676, que elegeu o Papa Inocêncio XI.
Morreu em Lucca em 21 de fevereiro de 1677. Exposto e enterrado na basílica de S. Frediano, Lucca. sem qualquer memorial fúnebre. A oração fúnebre foi proferida por Amedeo Saminiati em 5 de maio de 1677 na Accademia degli Oscuri , Lucca.